# Kilkenny-Statuten
Mit den Kilkenny-Statuten (Statute[s] of Kilkenny) von 1366 bezweckte die englische Krone eine Trennung der englischen Oberschicht von der Bevölkerung des eroberten bzw. noch zu erobernden Irland.
Die 35 Statuten wurden auf einer Versammlung des irischen Parlaments in Kilkenny unter Vorsitz des Sohns von König Eduard III. von England, Lionel, Duke of Clarence, erlassen. Im Wesentlichen wurde damit bezweckt, die englische Lebensart von der angeblich barbarischen der irischen Bevölkerung zu separieren. Vor allem wollte man der familiären Vermischung des behaupteten Herren- mit dem (ausdrücklich so genannten) Feindvolk vorbeugen. Durch die Schaffung möglichst unverbundener gesellschaftlicher Sphären sollte der Gegensatz zwischen der gälisch-irokeltischen Urbevölkerung auf der einen und der Gesellschaft der ursprünglich anglonormannischen Eroberer auf der anderen zementiert werden. Auf diese Weise meinte die englische Krone, ihre Herrschaft strukturell abzusichern.
Im Verbot allerlei missliebiger Verhaltensformen – kurios ist u. a. das Verbot des für verderblich gehaltenen gälischen Volkssports Hurling (Art. 6) – zeigt sich hingegen, dass das Ideal der Trennung von Unterwerfern und Unterworfenen in der sozialen Realität längst von einer gegenläufigen Praxis untergraben worden war. Die Statuten reflektieren somit weniger die soziale und kulturelle Wirklichkeit im spätmittelalterlichen Irland als die Norm.

## Quelle
- Edmund Curtis, R. B. McDowell (Hrsg.): Irish Historical Documents. 1172–1922. New York / London 1922, Nr. 17.
- Onlineversion in englischer Sprache mit Link zum französischsprachigen Original Les statuts de Kilkenny (1366). (Memento vom 7. Dezember 2015 im Internet Archive)
- Text in englischer Sprache